# エルロア県

エルロア県

エルロア県（スペイン語: Provincia de El Loa）は、チリ共和国の県の一つ。アントファガスタ州（II州）の東側に位置する。面積は42,934.1 km2で人口は143,689人(2006年)、県庁所在地はカラマ。鉱物資源が豊富であり、世界最大の露天掘り銅山であるチュキカマタがある。また、世界有数のリチウムの産地でもある。

## エルロア県の行政区分
エルロア県は三つの行政区分から構成される。
- カラマ(Calama)
- オジャゲ(Ollagüe)
- サンペドロ・デ・アタカマ(San Pedro de Atacama)